# Cephalotes fossithorax
Cephalotes fossithorax é uma espécie de inseto do gênero Cephalotes, pertencente à família Formicidae.